# Aleksander Kwaśniewski
Aleksander Kwaśniewski (* 15. listopadu 1954 Białogard) je polský politik, bývalý prezident Polské republiky, který tuto funkci zastával v letech 1995–2005.

## Život
Narodil se v rodině lékaře a vystudoval na Gdaňské univerzitě ekonomii dopravy. Během studia působil v Socialistickém svazu polských studentů a už ve 23 letech vstoupil do Polské sjednocené dělnické strany (tehdy v Polsku vládnoucí strana komunistického typu). Byl jejím členem až do rozpuštění v roce 1990.
V letech 1981–1990 byl mimo jiné novinářem (šéfredaktor týdeníku ITN a deníku Sztandard Mlodych).
V letech 1985 až 1989 byl ministrem mládeže a sportu ve vládě Zbigniewa Messnera a poté Mieczyslawa Rakowského. Ministrem mládeže a sportu se stal jako nejmladší ve věku 31 let.
V letech 1988–1991 byl předsedou Polského olympijského výboru. Od února do dubna 1989 se účastnil jednání s demokratickou opozicí (tzv. jednání u kulatého stolu), kde zastupoval PSDS. Kwaśniewski stál při vzniku obnovené levice v Polsku. Od ledna 1990 je předsedou Hlavní rady Sociální demokracie Polské republiky (SdPR), která je hlavní silou koalice Svaz demokratické levice (SLD), která zvítězila v parlamentních volbách 1993. V roce 1995 se stal prezidentem, když ve druhém kole prezidentských voleb porazil Lecha Wałęsu. V dalších prezidentských volbách v roce 2000 funkci obhájil. V roce 2005 byl ve funkci vystřídán Lechem Kaczyńským.

## Soukromý život
Od roku 1979 je ženatý s Jolantou Kontyovou, majitelkou realitní kanceláře, mají jednu dceru Aleksandru. Kwaśniewski sám sebe definuje jako agnostika.